# William Halsted
William Stewart Halsted (Nueva York, 23 de septiembre de 1852-7 de septiembre de 1922) fue un médico estadounidense considerado como uno de los pioneros de la cirugía moderna.
Nació en 1852 en la ciudad de Nueva York, siendo el primogénito de cuatro hijos nacidos de Mary Louisa Haines y William Halsted. Nació en el seno de una familia acomodada, propietaria de un negocio de importación, la Halsted, Haines y Company. Fue sometido a una colecistectomía en 1919 y reintervenido por colangitis en 1921, falleciendo un año más tarde como consecuencia de una complicación neumónica.

## Formación en Estados Unidos y en Europa

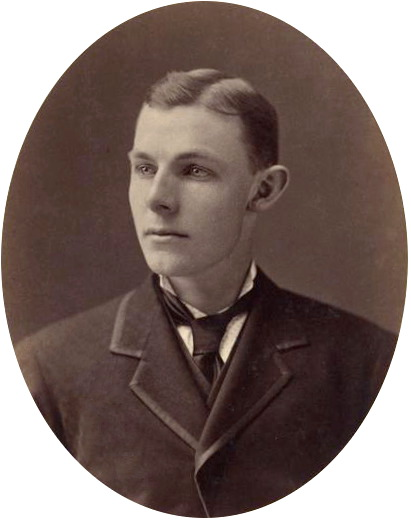
William Stewart Halsted en Yale

Estudió en el Yale College. Entre los años 1876 y 1877 ingresó como interno en la especialidad de cirugía en el Hospital Bellevue, consiguiendo en ese último año el título de Medical Doctor por la Universidad de Columbia. 
Como médico trabajó en el New York Hospital. Allí empezó con William Welch una amistad que duraría toda la vida. Desarrolló algo novedoso para aquel tiempo: una tabla de registro de temperatura, pulso y respiración, con puntos y curvas de colores.
Completó estudios en Europa entre 1878 y 1880 en Viena, Leipzig y Würzburg, para realizar estudios prácticos en los novedosos avances en la medicina, dentro de los campos de la anatomía, embriología del sistema nervioso y cirugía. Durante este periodo pudo establecer contacto con importantes personalidades de la época en el mundo de la medicina, tales como el cirujano Theodor Billroth, el histopatólogo Hans Chiari, el dermatólogo Moritz Kaposi, el oftalmólogo Ernst Fuchs, el anatomista Emil Zuckerkandl, el embriólogo Albrecht Kolliquer y el patólogo Rudolf Ludwig Karl Virchow.

## Cirujano en Nueva York 1880 - 1886

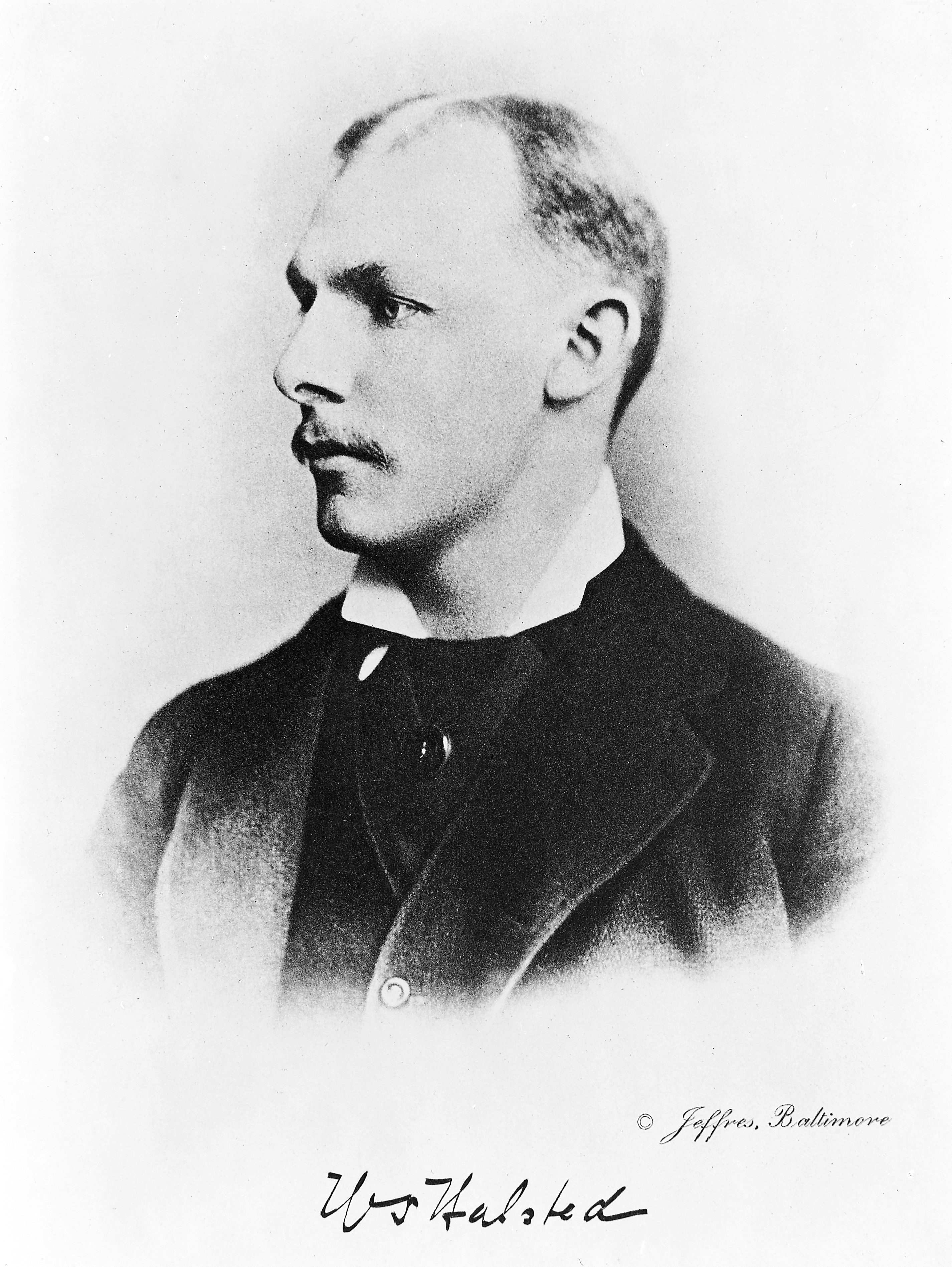
Retrato de William Stewart Halsted

Dos años más tarde regresaría a Nueva York donde trabajaría en seis hospitales diferentes entre 1880 y 1886. En este periodo obtiene un gran reconocimiento como cirujano, aplicando los conocimientos aprendidos en Europa y los principios de la asepsia en el quirófano, siguiendo las teorías de Joseph Lister al que había conocido en 1876. En 1882 tuvo que operar con éxito a su propia madre por una colecistitis litiásica. Practicó una de las primeras operaciones sobre la vesícula biliar en Estados Unidos, una colecistostomía, en la mesa de la cocina de la misma casa de su madre, a las dos de la madrugada, extrayendo pus de la vesícula y siete cálculos vesiculares. También tuvo que asistir a otro miembro de la familia, su hermana, por una importante pérdida de sangre después de un parto. Encontrándola en situación agónica decidió practicar una de las primeras transfusiones en el mundo, donando su propia sangre.
En 1884, tras leer un artículo del oftalmólogo austriaco Karl Koller, describiendo la capacidad anestésica de la cocaína instilada en la superficie de la conjuntiva ocular, se dedica a investigar la aplicación de esta substancia como agente para el bloqueo neural con inyección de la raíz nerviosa con cocaína. A consecuencia de estas investigaciones, en las que experimentó sobre sí mismo, Halsted se habituó al consumo de esta droga. En 1886 se sometió a una cura de desintoxicación en un sanatorio de Providence, Rhode Island, el Butler Hospital, utilizando morfina, substancia de la que fue posteriormente drogodependiente.

## Profesor y Jefe de Cirugía en Baltimore

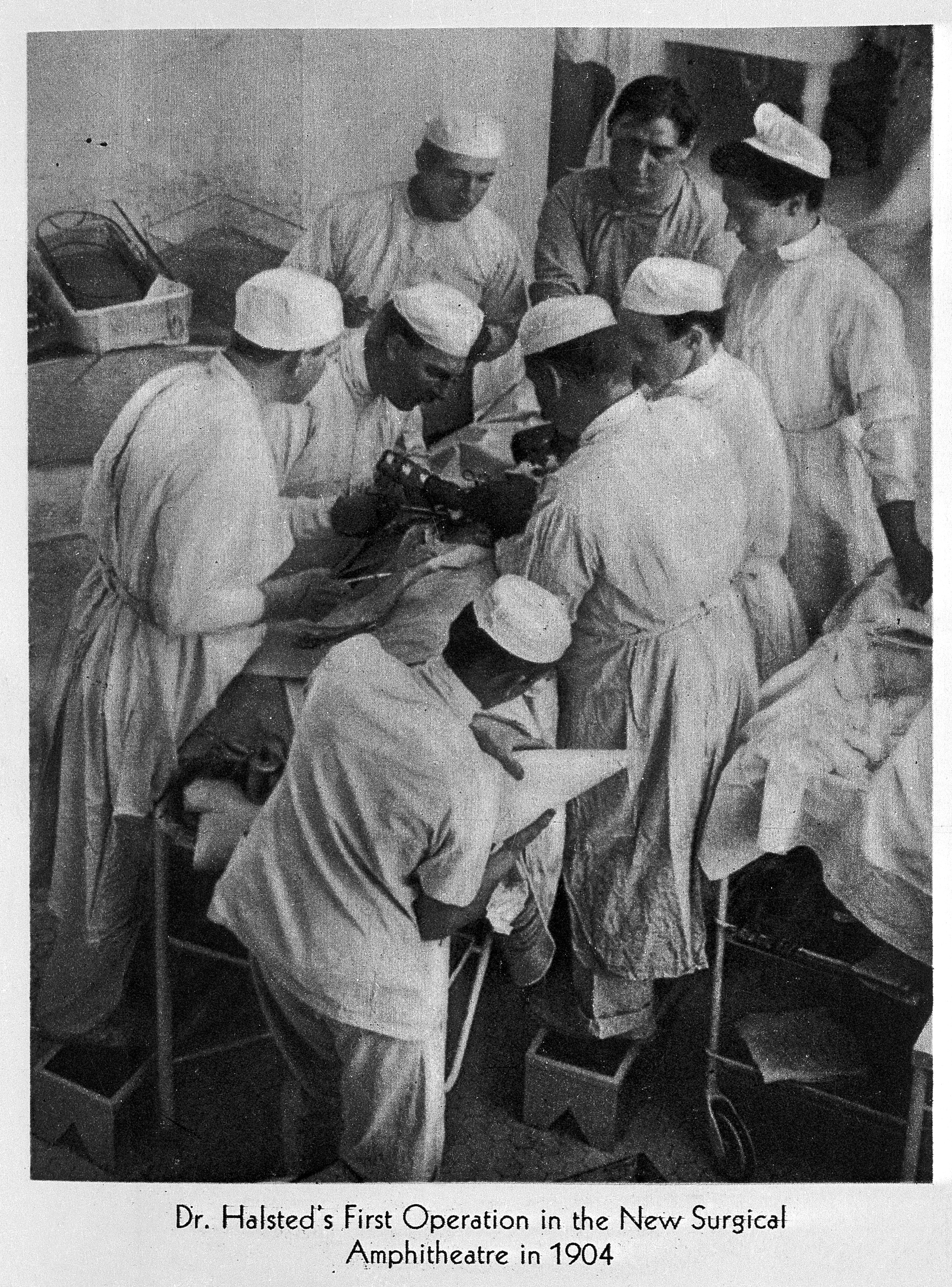
William Stewart Halsted operando en 1904

Tras haber reducido su actividad quirúrgica en Nueva York a causa de su drogadicción, en 1886 se traslada a Baltimore, al recibir la invitación del patólogo, William H. Welch, con quien había hecho amistad en el New York Hospital, para trabajar en su nuevo laboratorio de patología junto a Franklin P. Mall. En el laboratorio de Welch se dedica a la cirugía experimental en animales para el perfeccionamiento de técnicas de sutura intestinal.
En el año 1890 fue nombrado jefe del servicio de cirugía del recién inaugurado hospital de la Universidad Johns Hopkins (Johns Hopkins University) y en 1892 accede al nombramiento como primer profesor de cirugía de la escuela de Medicina. Junto a William Osler (Profesor de Medicina), Howard Atwood Kelly (Profesor de Ginecología) y William H. Welch (Profesor de Patología), Halsted constituyó el grupo de los "Big Four", los cuatro grandes profesores fundacionales del Johns Hopkins Hospital.

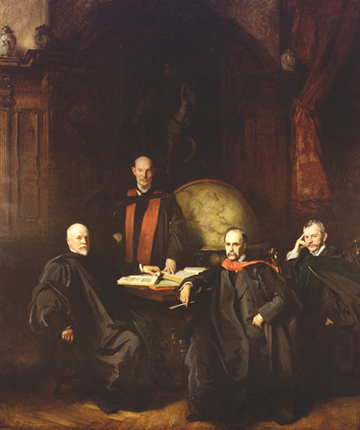
Lienzo "The Four Doctors" pintado por John Singer Sargent (1906), colgado en la Welch Library del Johns Hopkins Hospital, representando a los cuatro grandes professores fundacionals. De izquierda a derecha, Welch, Halsted, Osler y Kelly

## Aportes a la Medicina

### Desarrollo de la cirugía moderna
Su aportación en la técnica quirúrgica ha sido determinante para el desarrollo de la cirugía moderna con la sistematización de procedimientos para cirugía del tiroides y paratiroides, cáncer de mama, hernia y sistema vascular, y la introducción de importantes aportaciones técnicas en el campo de los materiales de sutura, la asepsia y la hemostasia. Su experiencia en la cirugía del cáncer de mama, dio lugar a su teoría sobre la progresión del cáncer, que tuvo una gran influencia en la cirugía oncológica del siglo XX.
En el campo de la docencia se distinguió como un profesor carismático en su etapa neoyorquina, pero fue en Baltimore donde fue responsable de la introducción del primer programa de residentes de cirugía, que luego se extendería a todos los Estados Unidos y al resto del mundo, contribución decisiva para la generalización de la enseñanza y difusión de la práctica quirúrgica.

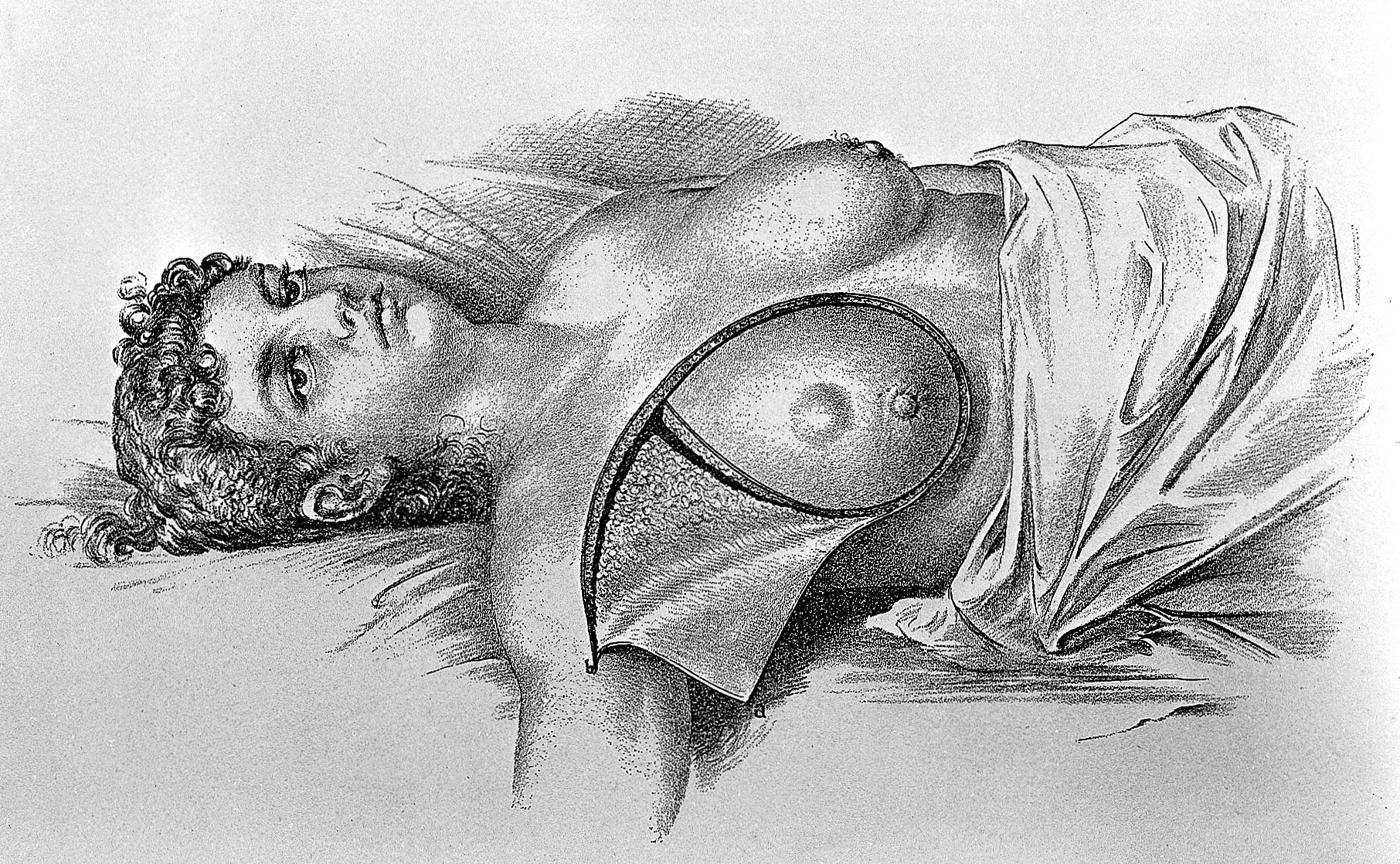
Ilustración de la incisión de mastectomia en un artículo de William Stewart Halsted

### Introducción de los guantes quirúrgicos
Se cuenta la anécdota de que Carolina Hampton, ayudante del quirófano con la cual acabaría casándose, padecía una dermatitis causada por la utilización de antisépticos. Halsted encargó a la empresa Goodyear, fabricante de neumáticos y artículos de caucho, que fabricara unos guantes de goma para la protección de la piel de su ayudante, con una goma lo suficientemente fina para permitir un trabajo manual preciso. Este fue el origen de la utilización actual de los guantes de goma en los quirófanos. Curiosamente, durante un largo período de tiempo, Halsted los utilizó simplemente como medida protectora del cirujano y sus ayudantes y no se percató, hasta después de varios años, de la contribución de los guantes a la asepsia de la cirugía. Comentó que «operar con guantes fue una evolución más que una inspiración o una idea feliz» y que «es remarcable los cuatro o cinco años en los que como cirujano me puse guantes sólo ocasionalmente, estando lo suficientemente ciego para no percibir la necesidad de llevarlos invariablemente en la mesa de operaciones».

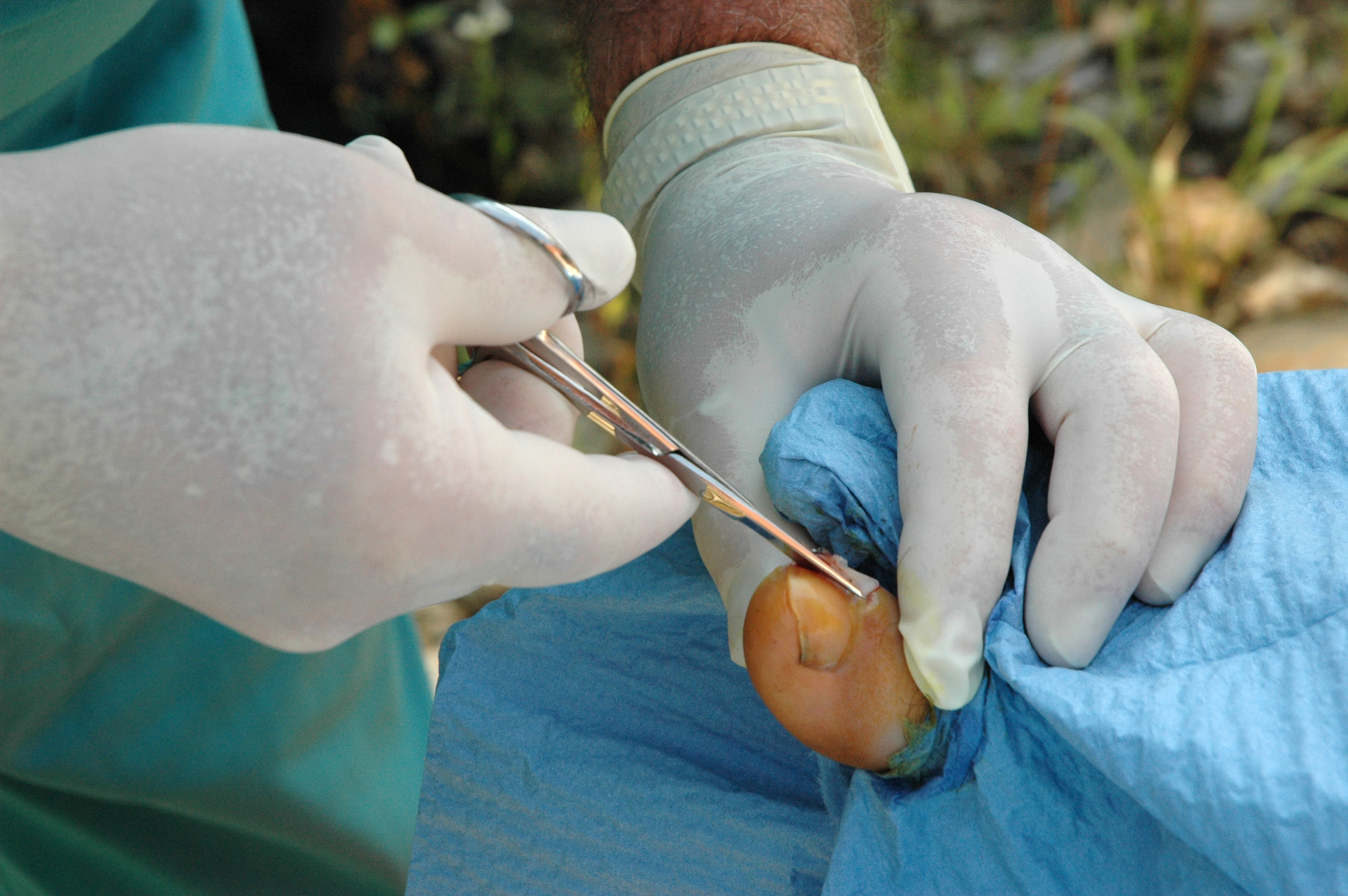
Intervención utilizando guantes quirúrgicos de goma

### Teoría Halstediana de la progresión del cáncer
Desarrolló una teoría sobre el crecimiento y extensión del cáncer, conocida como teoría halstediana, que ha tenido una gran influencia en la forma de entender y tratar el cáncer.
Esta teoría intenta explicar que la enfermedad se desarrolla por etapas:
- En una primera etapa, el cáncer se desarrolla a nivel local sobre el órgano en el que aparece.
- En una segunda etapa loco-regional, se produce una extensión a los ganglios linfáticos regionales a los que drena la circulación linfática del tumor.
- En la tercera y última etapa sistémica, el cáncer se extiende por el torrente circulatorio a órganos a distancia, desarrollando metástasis.

En aplicación de su teoría, basó su cirugía en la extirpación “en bloque” de los órganos en los que se desarrollan los tumores, junto con las vías y las áreas linfáticas regionales correspondientes, con el objetivo de extirpar radicalmente el cáncer antes de que pudiera alcanzar la etapa sistémica. La mastectomía radical recibió el nombre de operación de Halsted en su honor, habiendo sido descrita por él como la amputación amplia de la mama, con ablación de los músculos pectorales y disección ganglionar axilar completa en una sola pieza monobloque.
La teoría halstediana se considera superada en el momento actual ya que se restringe a la extensión de cánceres epiteliales (piel, mama, órganos digestivos, laríngeos y oro-faciales, pulmón, ...) y se interpreta que la extensión del cáncer puede ser sistémica desde las fases más iniciales. No obstante, sigue aplicándose, con cierto grado de flexibilidad respecto a la radicalidad propugnada por Halsted, en el tratamiento local y regional del cáncer, principalmente en el tratamiento quirúrgico.